# Сивиаль, Жан
 Жан Сивиаль (1792-1867) — французский хирург, известный главным образом как уролог.

## Биография
Медицинское образование получил в Париже, изобретатель операции камнедробления (литотрипсия); над больным эта операция была произведена Сивиалем в первый раз 13 января 1824 года.  Ему принадлежат в числе других следующие сочинения: «Traité pratique et historique de la litotripsie», «Traité pratique sur les maladies des organes genitourinaires».
Труды учёного были отмечены Орденом Почётного легиона и Научной премией имени Монтиона.
Лечил немало именитых пациентов (как, например, Россини). Среди его учеников был, в частности, Генри Томпсон.